# Gordon Aitchison
Gordon „Gord” Aitchison (ur. 14 czerwca 1909 w North Bay, zm. 6 stycznia 1990 w Windsor) – kanadyjski koszykarz, srebrny medalista letnich igrzysk olimpijskich w Berlinie. Zagrał w sześciu spotkaniach w drodze do finału.